# Ligne Bantan
La ligne Bantan (播但線, Bantan-sen) est une ligne ferroviaire japonaise exploitée par la West Japan Railway Company (JR West) reliant Himeji à Asago dans la préfecture de Hyōgo. Cette ligne sert de connexion entre les lignes Sanyō et San'in.

## Histoire
La section entre Himeji et Teramae est ouverte en 1894 par le chemin de fer Bantan (播但鉄道). La ligne est prolongée à Hase en janvier de l'année suivante, puis à Ikuno en avril. La ligne arrive à Nii en 1901.
En 1903, le chemin de fer Bantan est rachetée par la compagnie Sanyo Railway qui prolonge la ligne jusqu'à Wadayama. La ligne est nationalisée en 1906.
Le nom de la ligne provient de la fusion des mots des deux anciennes provinces japonaises que la ligne traverse, à savoir la province de Harima (播磨国) qui était aussi appelé 播州 (Banshû) et celle de Tajima (但馬国) appelé 但州 (Tanshû) qui est devenu le mot-valise de la ligne 播但 (Bantan)

## Caractéristiques

### Ligne
Située dans le centre de la préfecture de Hyōgo, la ligne Bantan se trouve en connexion avec la ligne principale Sanyō et la ligne principale San'in. La ligne Bantan est représentée par le symbole J.
- Longueur : 65,7 km
- Ecartement : 1 067 mm
- Electrification : 1 500 Vcc (de Himeji à Teramae)
- Nombre de voies : Voie unique

### Liste des gares
La ligne comprend 18 gares avec une distance moyenne de 3,84 km entre chaque gare.
- Les trains de type Local s'arrêtent à toutes les gares.
- Les trains Rapid Service sont sur la colonne R
- Les Limited Express Hamakaze sont sur la colonne L.E
- Toutes les gares sont situées dans la préfecture de Hyōgo

| Gare      | Nom japonais | Distance entre chaque gare (km) | Distance depuis Himeji (km) | R | L.E | Correspondances                                                                            | Localisation |
| --------- | ------------ | ------------------------------- | --------------------------- | - | --- | ------------------------------------------------------------------------------------------ | ------------ |
| Himeji    | 姫路         | -                               | 0                           |   |     | JR West : - Ligne Shinkansen Sanyō - Ligne principale Sanyō - Ligne JR Kobe - Ligne Kishin | Himeji       |
| Kyōguchi  | 京口         | 1,7                             | 1,7                         |   |     |                                                                                            | Himeji       |
| Nozato    | 野里         | 2,6                             | 4,3                         |   |     |                                                                                            | Himeji       |
| Tohori    | 砥堀         | 1,7                             | 6,0                         |   |     |                                                                                            | Himeji       |
| Nibuno    | 仁豊野       | 2,2                             | 8,2                         |   |     |                                                                                            | Himeji       |
| Kōro      | 香呂         | 3,0                             | 11,2                        |   |     |                                                                                            | Himeji       |
| Mizoguchi | 溝口         | 2,0                             | 13,2                        |   |     |                                                                                            | Himeji       |
| Fukusaki  | 福崎         | 3,9                             | 17,1                        |   |     |                                                                                            | Fukusaki     |
| Amaji     | 甘地         | 3,5                             | 20,6                        |   |     |                                                                                            | Ichikawa     |
| Tsurui    | 鶴居         | 3,9                             | 24,5                        |   |     |                                                                                            | Ichikawa     |
| Niino     | 新野         | 3,2                             | 27,7                        |   |     |                                                                                            | Kamikawa     |
| Teramae   | 寺前         | 1,9                             | 29,6                        |   |     |                                                                                            | Kamikawa     |
| Hase      | 長谷         | 6,3                             | 35,9                        |   |     |                                                                                            | Kamikawa     |
| Ikuno     | 生野         | 7,7                             | 43,6                        |   |     |                                                                                            | Asago        |
| Nii       | 新井         | 8,3                             | 51,9                        |   |     |                                                                                            | Asago        |
| Aokura    | 青倉         | 3,7                             | 55,6                        |   |     |                                                                                            | Asago        |
| Takeda    | 竹田         | 4,3                             | 59,9                        |   |     |                                                                                            | Asago        |
| Wadayama  | 和田山       | 5,8                             | 65,7                        |   |     | JR West : - Ligne principale Sanin                                                         | Asago        |

### Matériel Roulant

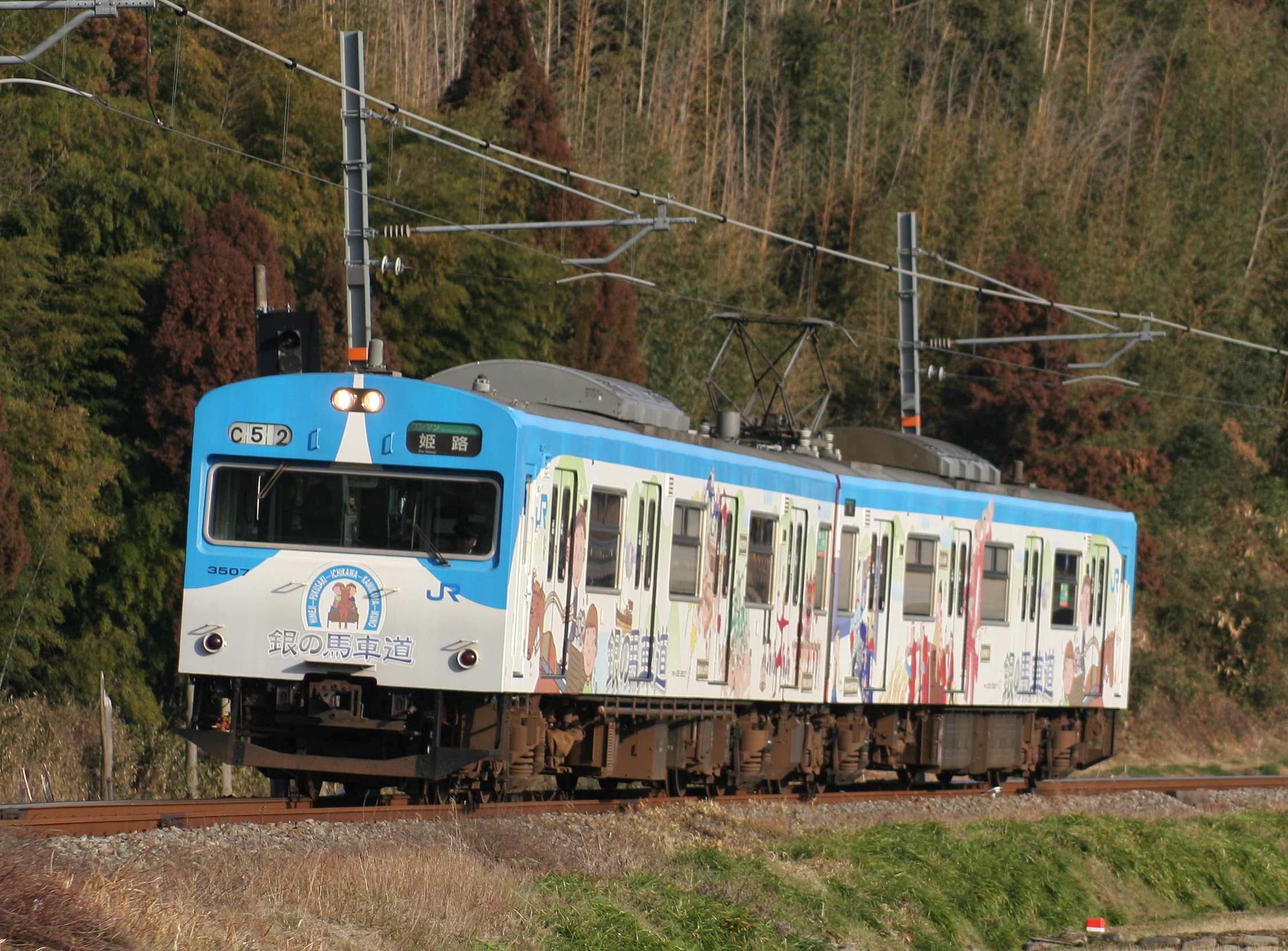
Série 103
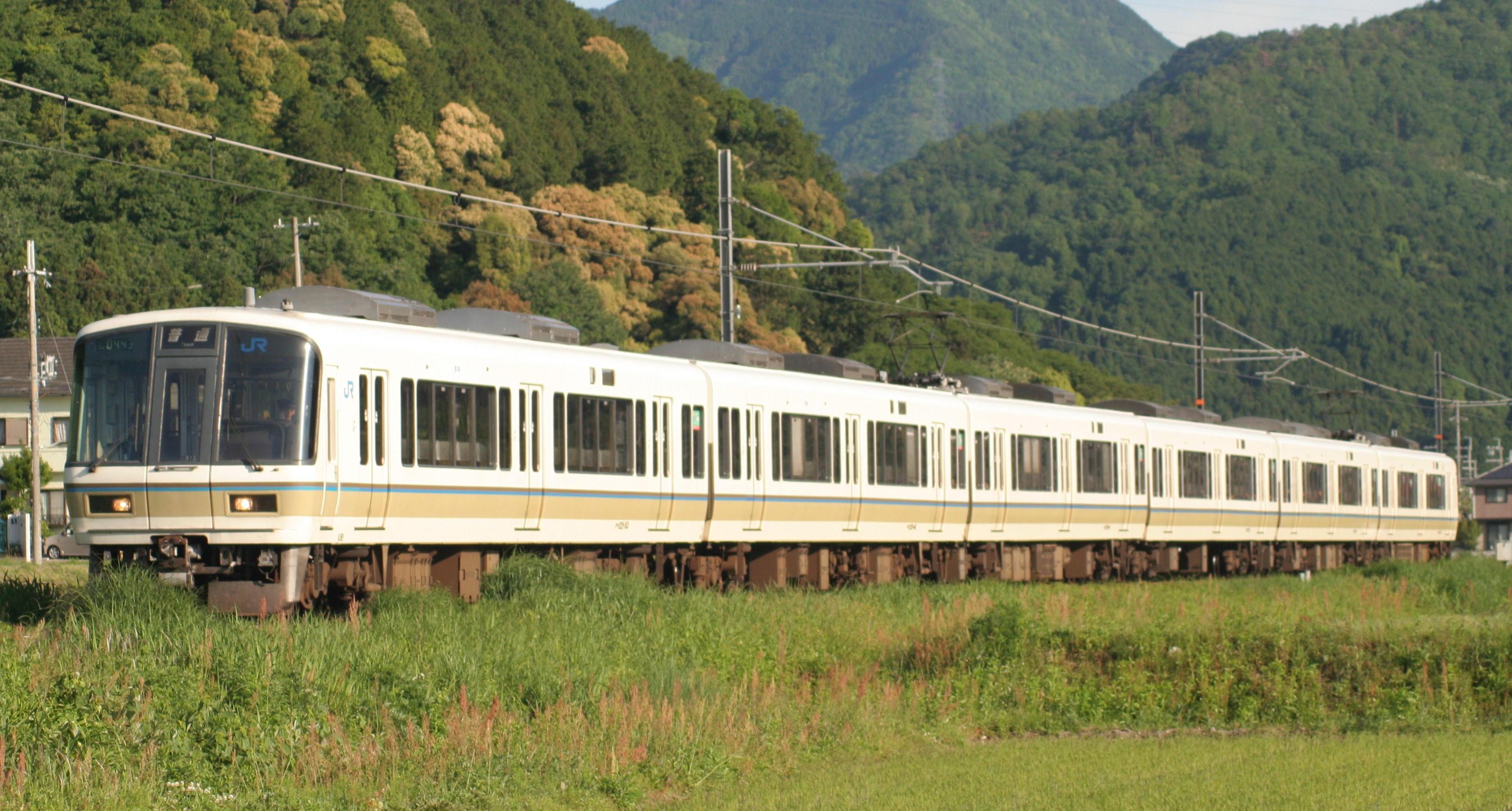
Série 221
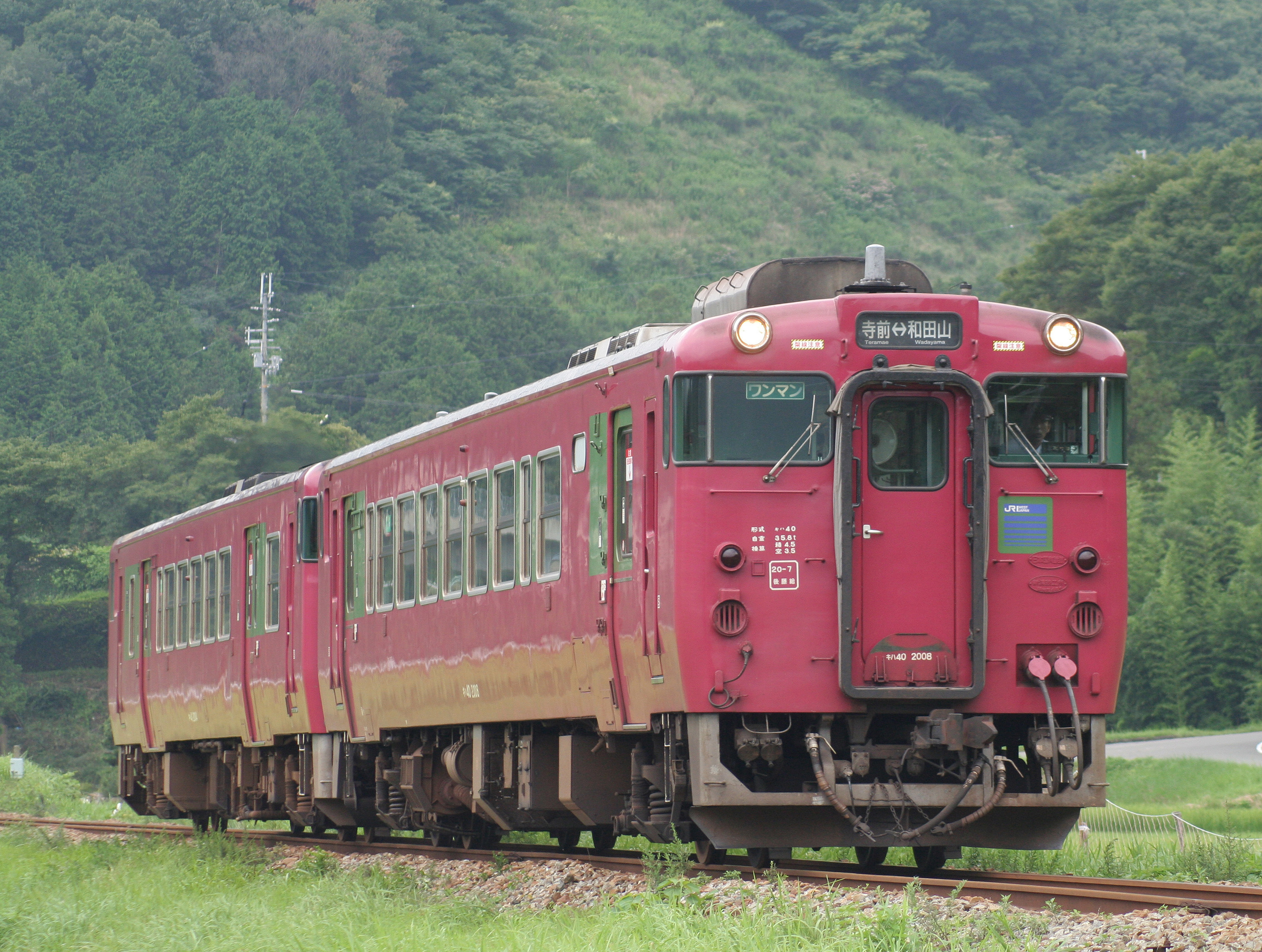
Série KiHa 40
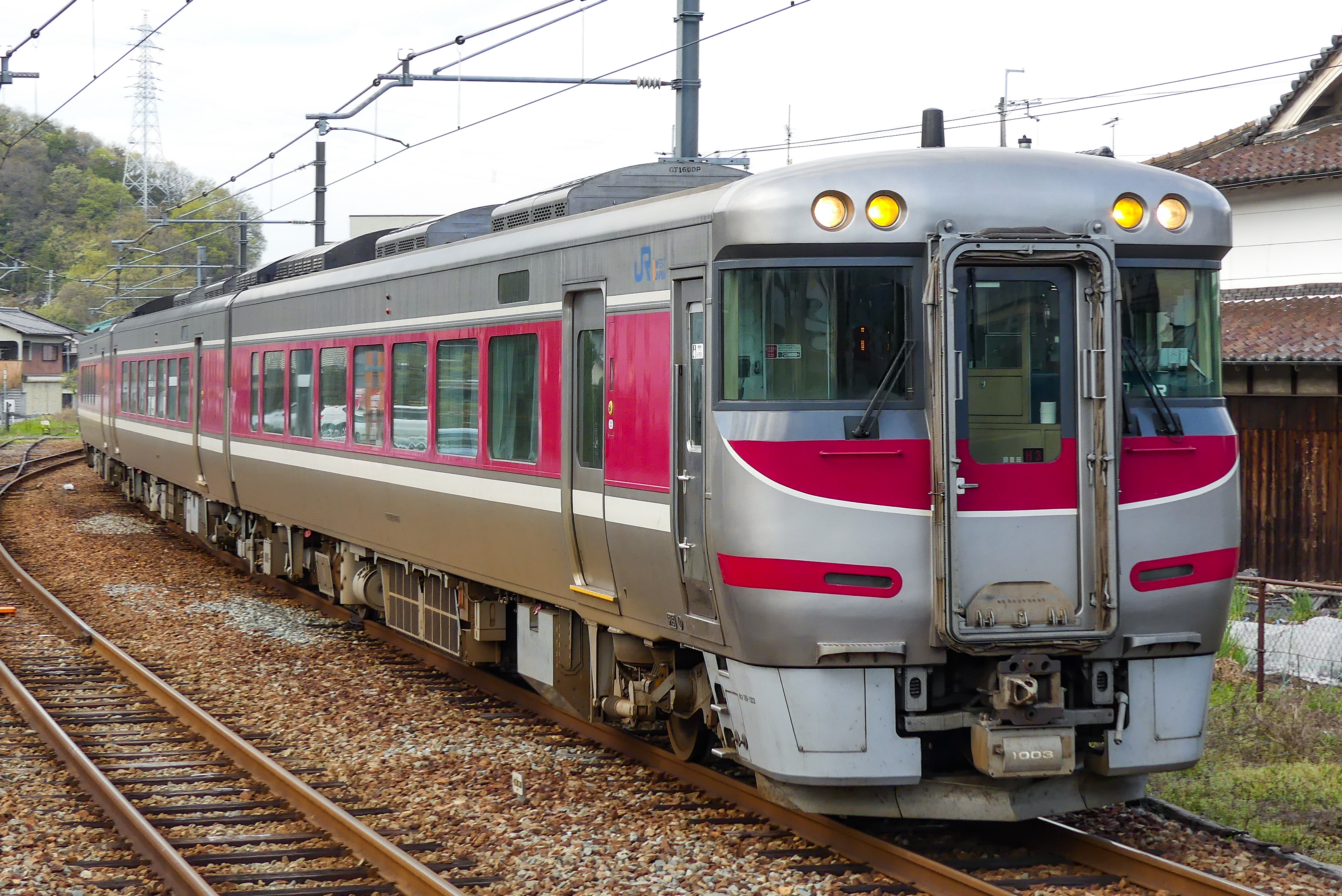
Série KiHa 189 (services Hamakaze)